# Mall (Music from the Motion Picture)
Mall (Music from the Motion Picture) è una colonna sonora dei musicisti statunitensi Chester Bennington, Dave Farrell, Joe Hahn, Mike Shinoda (noti per essere membri del gruppo musicale alternative metal Linkin Park) e Alec Puro, pubblicata il 12 dicembre 2014 dalla Warner Bros. Records.

## Descrizione
Gran parte dei brani composti per la colonna sonora di Mall provengono da demo realizzate dai Linkin Park tra il 2010 e il 2012, durante le sessioni di registrazione dei due album in studio A Thousand Suns e Living Things.
Una copertina iniziale della colonna sonora era stata rivelata da Joe Hahn il 18 giugno 2014 attraverso il proprio profilo Instagram.
Il 15 settembre 2014 il brano The Last Line, sotto il titolo di Mall (Theme Song), è stata resa disponibile per l'ascolto attraverso la pagina Facebook del film, mentre il mese successivo i Linkin Park hanno reso disponibile per l'ascolto una porzione di White Noise all'interno della scena d'apertura del film.
Il 17 ottobre i Linkin Park hanno reso disponibile per l'ascolto White Noise nella sua interezza attraverso il sito ufficiale del film, rendendola disponibile per il download gratuito per un periodo di tempo limitato.

## Tracce
Musiche di Joe Hahn e Alec Puro, eccetto dove indicato.
1. White Noise – 3:05 (testo: Mike Shinoda, Chester Bennington – musica: Chester Bennington, Dave Farrell, Joe Hahn, Mike Shinoda)
2. Jeff Walks – 1:00
3. Mall Blueprint – 1:15
4. Jeff Makes Observations – 2:17
5. Mal RX7 – 1:10 (musica: Chester Bennington, Dave Farrell, Joe Hahn, Mike Shinoda)
6. Barry's Story – 0:59
7. Changing Room Tease – 1:20
8. Danny in Police Car - Mal Gears Up – 1:43
9. Mal Gives Barry Second Chance - Mal Unloads – 2:29
10. Mall Carnage - Mal Stalked – 3:17
11. It Goes Through – 3:15 (testo: Mike Shinoda, Chester Bennington – musica: Chester Bennington, Dave Farrell, Joe Hahn, Mike Shinoda)
12. Cops Arrive – 1:27
13. Danny's Lucky Day – 2:28
14. Jeff Philosophizes to Donna – 1:08
15. Jeff and Donna Connect – 0:54
16. Jeff Trips in the Mirror – 0:42
17. Adele and Danny in the Backseat – 2:35
18. Mal vs. Helicopter – 1:08
19. Devil's Drop – 3:00 (testo: Mike Shinoda, Chester Bennington – musica: Chester Bennington, Dave Farrell, Joe Hahn, Mike Shinoda)
20. TV Comes to Life - Mal and Jeff – 4:20
21. The Last Line – 3:41 (testo: Mike Shinoda, Chester Bennington – musica: Chester Bennington, Dave Farrell, Joe Hahn, Mike Shinoda)
22. Danny Goes Home – 1:41
23. Dancer – 3:18 (musica: Chester Bennington, Dave Farrell, Joe Hahn, Mike Shinoda)

## Formazione
Musicisti
- Chester Bennington – voce (traccia 1)
- Mike Shinoda – voce (tracce 11, 19 e 21), chitarra, tastiera, campionatore, programmazione
- Dave Farrell – basso
- Joe Hahn – campionatore, programmazione
- Alec Puro – batteria, campionatore, programmazione

Produzione
- Mike Shinoda – produzione (tracce 1, 5, 11, 19, 21 e 23), missaggio (tracce 1, 5, 11, 19 e 23)
- Joe Hahn – produzione (tracce 2-4, 6-10, 12-18, 20 e 22)
- Alec Puro – produzione (tracce 2-4, 6-10, 12-18, 20 e 22)
- Brian "Big Bass" Gardner – mastering
- Rick Rubin – produzione (traccia 21)
- Neal Avron – missaggio (traccia 21)